# 芸香
芸香（學名：Ruta graveolens），別稱芸香草、小葉草、小香草、小葉香、雞鬼草、百應草、香草、臭草、臭艾、臭節草 、臭芙蓉、荆芥七及心臟草等，為芸香科芸香屬植物。本種種加詞 graveolens 意為「有強烈氣味的 」。葉片的圓形裂片為扑克牌梅花圖案的來源。

## 分佈
本種原產於地中海沿岸地區，現分佈中國大陸、香港、台灣、 澳門及歐洲東南部等地，多為人工栽培。喜生於氣候溫暖陽光充足及排水良好的地方，耐寒，喜鹼性土壤生長亦能適應貧瘠土壤，全年皆可透過種子或扞插法繁殖，於春、秋兩季為佳，每1公克約有570粒種子。

## 形態特徵
芸香是一種多年生草本或亞灌木植物，全株光滑，無毛，粉綠色或藍綠色，直立，分枝多，具刺激性氣味，有油點，基部木質化，高約30－100厘米。根部發達，根皮淡硫黄色。

### 葉
葉為2－3回羽狀複葉，互生，深裂或全裂，具葉柄，長約6－12厘米；小葉卵形、倒卵形、倒卵狀長圓形、匙形或長披針形，頂端圓形，粉狀灰綠色或帶藍綠色，全緣或微有鈍齒，兩面具刺激氣味而明顯的油點，長約5－30毫米，寬約2－5毫米，末回複葉小葉片狹長圓形或短匙形。

### 花

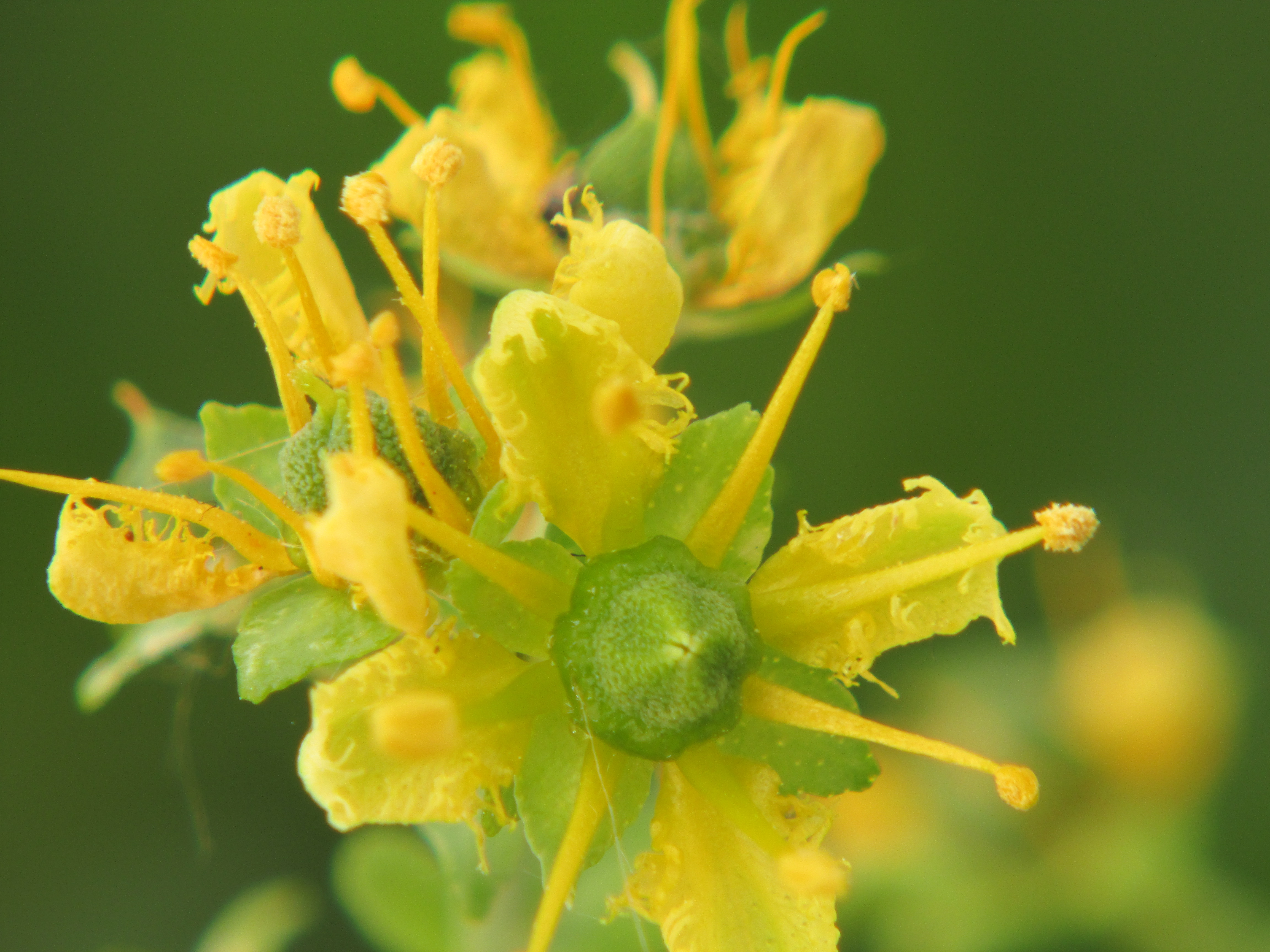
芸香的花朵

花為聚繖花序，頂生；花黃綠至金黃色，直徑約2厘米；花萼綠色，4－5枚，細小，宿存，基部稍合生；花瓣4－5枚，邊緣細撕裂呈流鬚狀，流鬚狀裂片長約1－5毫米，全緣或微有鈍齒；雄蕊8－10枚，與花瓣對生的4枚較短，於花開初期貼附於花瓣壁上，另4枚比較長與萼片對生的雄蕊則斜露於花瓣之外，於花盛開時全部並列一起，挺直且等長；心皮3－5個，上部離生；花柱短；花藥橢圓形；子房常為4室，每室具多顆胚珠。

### 果
果為蒴果，圓形，向上著生，灰褐色，表皮具有黃色或黃褐色明顯而大小不等且凸起的油點，頂端4－5裂，成熟時由頂端開裂至中部，4－5室長約6－10毫米。種子長圓狀腎形，褐黑色，具稜，多枚，種皮有瘤狀凸起 ，長約1.5毫米。

## 用途
本種具有刺激氣味，經曬乾後會散發牛奶香味，古時用於驅魔辟邪，葉片經曬乾後是強力的殺蟲劑。於食物、飲料或酒中加入少量，可以增加麝香的氣味；廣東及港澳等地區民間會將芸香放入綠豆沙糖水之中，作為調味及有解毒功效，廣東廣西民間也有在夏季使用芸香作為清涼飲品；南歐地區會將嫩葉加入沙拉、乳酪中調味；意大利渣釀白蘭地酒的過濾調味。莖葉也常作為插花素材之用。提煉出的精油是香料工業的原料，亦可用於溫室內粉蝨等蟲害防治。

### 醫藥用途

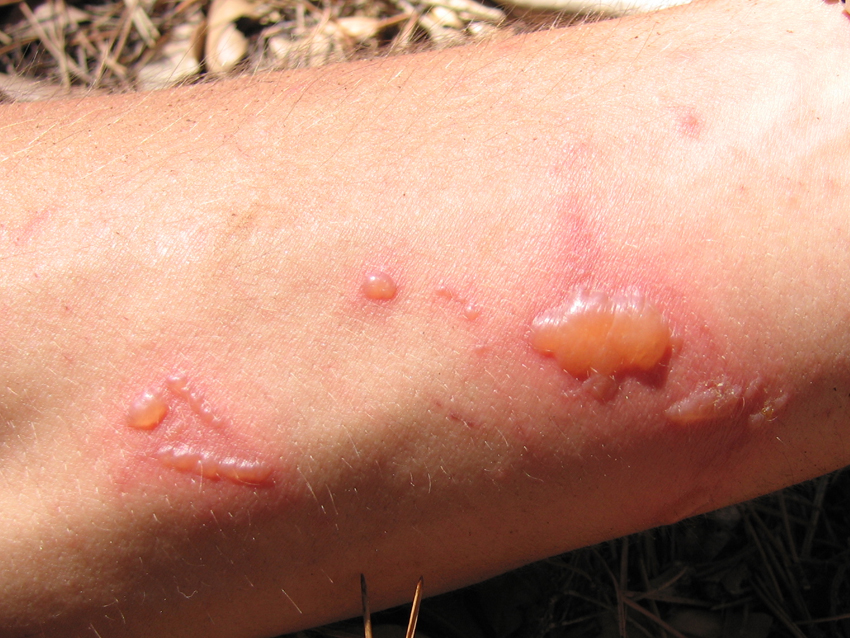
於烈日下芸香的汁液在皮膚上的光毒性反應

本種以乾燥全草入藥，中藥名為臭草，藥用之名始載於《生草藥性備要》，原文記載為「味苦、性寒。消百毒腫，散大瘡。理蛇傷，撞酒服效。」，性寒，味微苦、辛 ，歸脾、胃經，藥材主產於中國廣東、廣西、福建、四川等地，具清熱解毒、涼血散瘀、消暑去濕、利尿去濕、祛風活血及消腫等功效，主治感冒發熱、 小兒惊風、小兒急性支氣管炎、小兒支氣管黏膜炎、小兒濕疹 、熱毒瘡腫、風火牙痛、風濕痺痛、胃痛、疝氣痛、小便不利、濕疹、痛經、經閉、泄瀉及跌打損傷等，外用可將鮮品絞汁或搗敷，可治瘡癤腫毒、蟲蛇咬傷等。現代藥理研究表明芸香具抗菌、抗炎、抗腫瘤、抗寄生蟲、抗氧化、抗生育、解痙、鎮痛及促進記憶力及有強化微血管等作用，其抗痙攣的作用能用於治療高血壓、癲癇及腹痛等。本種富含鐵質及礦物質，臨床應用於肝熱頭痛、鼻血、腹脹、腹內蛔蟲及危急重病昏暈等治療之上。本種亦可作興奮劑會導致流產，孕婦及體弱者忌服。莖及葉的浸泡液及酒精浸泡液，能對金黃色葡萄球菌及溶血性鏈球菌起抑制作用。葉片的浸泡液可用於清洗眼部，有消除疲勞的作用，據說達文西及米開朗基羅皆曾使用芸香的葉片浸泡液清洗眼部，經曬乾後的葉片可作傷口殺菌劑。種子可為驅蟲劑及鎮痙劑。

### 毒性
由於本種可作為興奮刺激劑及具有毒性，如大量誤服，可引致胃痛、嘔心、嘔吐、腸胃炎、抽搐、出血、流產、意識模糊及甚至死亡，尤其孕婦不宜服食，因會刺激子宮及神經系統。於歐洲及印度作為流產之用。本種的汁液因含感光性化學成分呋喃香豆素，於陽光下接觸汁液有機會引發光毒性反應，導致皮膚紅腫起水泡、色素增加及表皮增厚等，並含有檸檬油、桉油精及香豆素等可致敏成份，應避免直接接觸其汁液。

## 外部連結
- （简体中文）. CFH自然標本館 物種相冊.   [May 21, 2017].